# Makunaima
Makunaima – dobry duch, stwórca świata w mitologii Macusis z Gujany. Jego imię oznacza pracującego w nocy.
Wedle opowieści z Gujany Makunaima stworzył niebo i ziemię. Następnie zaś umieścił na ziemi rośliny. W końcu opuścił swą niebiańską siedzibę. Wspiął się na drzewo. Wziąwszy wielką kamienną siekierę, odłamywał korę. Oddzielone fragmenty popłynęły pobliską rzeką, by dać początek zwierzętom. Wreszcie Makunaima stworzył człowieka, najpierw mężczyznę, a gdy ten zapadł w sen, obudziwszy się miał już kobietę u swego boku. Zauważa się tutaj analogię z biblijnym opisem stworzenia człowieka.
Makunaima zesłał również wielką powódź, którą przetrwał tylko jeden człowiek w swojej łodzi, właściwie kajaku. Nowe pokolenie ludzi powstało z rzuconych przezeń kamieni. Przypomina to z kolei historię o Deukalionie i Pyrzrze z mitologii greckiej.
Zarówno stworzenie kobiety, jak i wypuszczenie przez jedynego ocalałego z potopu szczura na zwiady doprowadzają Frazera do konkluzji, że w powstaniu tej historii pewną rolę odegrali misjonarze.